# Zona bianca
Zona bianca è un programma televisivo italiano di genere talk show, politico e rotocalco, in onda in prima serata su Rete 4 dal 7 aprile 2021, ideato e condotto da Giuseppe Brindisi. Il programma è giunto alla quarta edizione e viene trasmesso in diretta dallo studio 5 del Centro di produzione Mediaset di Cologno Monzese.

## Il programma
Il programma, curato dalla testata giornalistica italiana Videonews e prodotto dal TG4 e RTI, è nato per sostituire sia CR4 - La Repubblica delle Donne con la conduzione di Piero Chiambretti sia gli speciali di Stasera Italia condotti da Barbara Palombelli e tratta le vicende legate all'attualità, alla politica, all'economia e alla società, con l'ausilio di servizi e la presenza di ospiti in studio e in collegamento, pronti ad intervenire sulle varie tematiche.

### Studi televisivi
| Studio televisivo                                              | Edizioni | Edizioni | Edizioni | Edizioni | Totale |
| Studio televisivo                                              | 1ª       | 2ª       | 3ª       | 4ª       | Totale |
| -------------------------------------------------------------- | -------- | -------- | -------- | -------- | ------ |
| Studio 7 del Centro di produzione Mediaset di Cologno Monzese  |          |          |          |          | 1      |
| Studio 5 del Centro di produzione Mediaset di Cologno Monzese  |          |          |          |          | 4      |
| Studio 1 del Centro Safa Palatino, Roma                        |          |          |          |          | 1      |
| Studio 15 del Centro di produzione Mediaset di Cologno Monzese |          |          |          |          | 1      |

## Edizioni
| Edizione | Edizione | Anno              | Conduzione         | Conduzione        | Periodo           | Periodo        | Puntate                                                           | Puntate                                                           | Regia                                                         | Regia                                                         | Studio                                                             | Studio                                                             |
| Edizione | Edizione | Anno              | Conduzione         | Conduzione        | Inizio            | Fine           | Prima serata                                                      | Speciali                                                          | Regia                                                         | Regia                                                         | Studio                                                             | Studio                                                             |
| -------- | -------- | ----------------- | ------------------ | ----------------- | ----------------- | -------------- | ----------------------------------------------------------------- | ----------------------------------------------------------------- | ------------------------------------------------------------- | ------------------------------------------------------------- | ------------------------------------------------------------------ | ------------------------------------------------------------------ |
|          | 1ª       | 2021-2022         | Giuseppe Brindisi  | Giuseppe Brindisi | 7 aprile 2021     | 26 giugno 2022 | 65                                                                | –                                                                 | Paolo Riccadonna                                              | Paolo Riccadonna                                              | Studio 7 del Centro di produzione Mediaset di Cologno Monzese      | Studio 7 del Centro di produzione Mediaset di Cologno Monzese      |
| Estate   | 2022     | 30 giugno 2022    | Giuseppe Brindisi  | Giuseppe Brindisi | 22 agosto 2022    | 15             | Studio 7 e 5 del Centro di produzione Mediaset di Cologno Monzese | Studio 7 e 5 del Centro di produzione Mediaset di Cologno Monzese | Paolo Riccadonna                                              | Paolo Riccadonna                                              |                                                                    |                                                                    |
|          | 2ª       | 2022-2023         | Giuseppe Brindisi  | Giuseppe Brindisi | 28 agosto 2022    | 14 maggio 2023 | 39                                                                | –                                                                 | Paolo Riccadonna                                              | Paolo Riccadonna                                              | Studio 5 del Centro di produzione Mediaset di Cologno Monzese      | Studio 5 del Centro di produzione Mediaset di Cologno Monzese      |
| Estate   | 2023     | 31 maggio 2023    | Giuseppe Brindisi  | Giuseppe Brindisi | 10 settembre 2023 | 20             |                                                                   | –                                                                 | Paolo Riccadonna                                              | Paolo Riccadonna                                              | Studio 5 del Centro di produzione Mediaset di Cologno Monzese      | Studio 5 del Centro di produzione Mediaset di Cologno Monzese      |
|          | 3ª       | 2023-2024         | Giuseppe Brindisi  | Giuseppe Brindisi | 26 novembre 2023  | 23 giugno 2024 | 24                                                                | –                                                                 | Paolo Riccadonna                                              | Giovanni Barbaro                                              | Studio 5 del Centro di produzione Mediaset di Cologno Monzese      | Studio 1 del Centro Safa Palatino, Roma                            |
| Estate   | 2024     | 26 giugno 2024    | Giuseppe Brindisi  | Giuseppe Brindisi | 28 agosto 2024    | 10             | Paolo Riccadonna                                                  | Paolo Riccadonna                                                  | Studio 5 del Centro di produzione Mediaset di Cologno Monzese | Studio 5 del Centro di produzione Mediaset di Cologno Monzese |                                                                    |                                                                    |
|          | 4ª       | 2024-2025         | Giuseppe Brindisi  | Giuseppe Brindisi | 1º settembre 2024 | 22 giugno 2025 | Paolo Riccadonna                                                  | Paolo Riccadonna                                                  | 40                                                            | 1                                                             | Studio 5 e 15 del Centro di produzione Mediaset di Cologno Monzese | Studio 5 e 15 del Centro di produzione Mediaset di Cologno Monzese |
| Estate   | 2025     | Giuseppe Brindisi | Costanza Calabrese | 25 giugno 2025    | in corso          | 9              | 3                                                                 | Paolo Riccadonna                                                  | Marco Di Francesco                                            | Studio 5 del Centro di produzione Mediaset di Cologno Monzese | Studio 5 del Centro di produzione Mediaset di Cologno Monzese      |                                                                    |

### Prima edizione (2021-2022)
La prima edizione di Zona bianca, con la conduzione di Giuseppe Brindisi, è andata in onda in prima serata su Rete 4 dal 7 aprile 2021 al 26 giugno 2022, in diretta dallo studio 7 del Centro di produzione Mediaset di Cologno Monzese. Dal 7 aprile 2021 al 9 febbraio 2022 il programma era andato in onda nella prima serata del mercoledì, mentre dal 13 febbraio al 26 giugno 2022 era stato spostato nella prima serata della domenica scambiandosi con il programma Controcorrente con la conduzione di Veronica Gentili.
Estate (2022)
L'edizione estiva della prima edizione di Zona bianca, sempre con la conduzione di Giuseppe Brindisi, è andata in onda in prima serata su Rete 4 dal 30 giugno al 22 agosto 2022, in diretta dallo studio 7 del Centro di produzione Mediaset di Cologno Monzese il 30 giugno, il 4 e il 7 luglio, mentre dall'11 luglio al 22 agosto è andato in onda dallo studio 5 dello stesso centro di produzione. Nel corso dell'edizione estiva il programma è stato raddoppiato e spostato nelle prime serate del giovedì (dal 30 giugno al 18 agosto) e del lunedì (dal 4 luglio al 22 agosto) in sostituzione dei programmi Dritto e rovescio e Quarta Repubblica, condotti rispettivamente da Paolo Del Debbio e Nicola Porro.

### Seconda edizione (2022-2023)
La seconda edizione di Zona bianca, sempre con la conduzione di Giuseppe Brindisi, è andata in onda ogni domenica in prima serata su Rete 4 dal 28 agosto 2022 al 14 maggio 2023, in diretta dallo studio 5 del Centro di produzione Mediaset di Cologno Monzese. Il 23 settembre 2022 (in sostituzione del programma Quarto grado con la conduzione di Gianluigi Nuzzi e Alessandra Viero) il programma è stato trasmesso di venerdì, in quanto la serata della domenica successiva era stata occupata da uno speciale sulle elezioni politiche in Italia del 25 settembre 2022 del programma Quarta Repubblica con la conduzione di Nicola Porro. Dal 13 dicembre 2022 al 3 gennaio 2023, durante le feste natalizie, il programma è stato spostato nella prima serata del martedì in sostituzione del programma Fuori dal coro con la conduzione di Mario Giordano. Da questa edizione, più precisamente dal 5 marzo, è stato introdotto il pubblico in studio.
Estate (2023)
L'edizione estiva della seconda edizione di Zona bianca, sempre con la conduzione di Giuseppe Brindisi, è andata in onda in prima serata su Rete 4 dal 31 maggio al 10 settembre 2023, in diretta dallo studio 5 del Centro di produzione Mediaset di Cologno Monzese. Nel corso dell'edizione estiva il programma era tornato ad essere trasmesso nella prima serata del mercoledì fino al 30 agosto. Dalla seconda puntata del 7 giugno sono stati rinnovati sigla, grafiche e logo. Dal 3 al 24 luglio, oltre al mercoledì, il programma è stato raddoppiato anche nella prima serata del lunedì, in sostituzione del programma Quarta Repubblica con la conduzione di Nicola Porro. Il 3 e il 10 settembre, in occasione dell'inizio della nuova stagione televisiva, il programma era tornato ad essere trasmesso nella prima serata della domenica per poi essere sospeso e sostituito fino al 19 novembre dalla versione domenicale del programma Dritto e rovescio con la conduzione di Paolo Del Debbio.

### Terza edizione (2023-2024)
La terza edizione di Zona bianca, sempre con la conduzione di Giuseppe Brindisi, è andata in onda ogni domenica in prima serata su Rete 4 dal 26 novembre 2023 al 23 giugno 2024, in diretta dallo studio 5 del Centro di produzione Mediaset di Cologno Monzese (ad eccezione della puntata del 18 febbraio 2024, in cui era andato in onda dallo studio 1 del Centro Safa Palatino di Roma). Il 28 dicembre 2023, dopo una settimana di pausa dovuta alle festività natalizie, il programma è stato anticipato di giovedì, in sostituzione del programma Dritto e rovescio con la conduzione di Paolo Del Debbio. Dal 7 al 28 aprile 2024 il programma è stato sospeso e sostituito dalla versione domenicale di Dritto e rovescio, il quale è tornato in onda dal 5 maggio al 23 giugno. Il 9 giugno 2024 il programma non è andato in onda per lasciare spazio a uno speciale del programma Quarta Repubblica con la conduzione di Nicola Porro, dedicato alle elezioni europee.
Estate (2024)
L'edizione estiva della terza edizione di Zona bianca, sempre con la conduzione di Giuseppe Brindisi, è andata in onda ogni mercoledì in prima serata su Rete 4 dal 26 giugno al 28 agosto 2024, in diretta dallo studio 5 del Centro di produzione Mediaset di Cologno Monzese.

### Quarta edizione (2024-2025)
La quarta edizione di Zona bianca, sempre con la conduzione di Giuseppe Brindisi, è andata in onda ogni domenica in prima serata su Rete 4 dal 1º settembre 2024 al 22 giugno 2025, in diretta dallo studio 5 del Centro di produzione Mediaset di Cologno Monzese. Il 20, il 27 ottobre, il 10 e il 17 novembre 2024 il programma è stato sospeso e sostituito dal programma È sempre Cartabianca di domenica (spin-off del programma È sempre Cartabianca) con la conduzione di Bianca Berlinguer, il quale è tornato in onda eccezionalmente il 3 novembre (in sostituzione del programma È sempre Cartabianca di domenica in vista della puntata speciale del programma originale, dedicata alle elezioni presidenziali negli Stati Uniti d'America del 5 e del 6 novembre) e regolarmente dal 24 novembre. Il 6 novembre 2024, nel pomeriggio per una durata di 230 minuti, è andata in onda una puntata speciale dal titolo The President, dedicato alle elezioni presidenziali negli Stati Uniti d'America e proposto anche in simulcast su TGcom24, in diretta dallo studio 15 del Centro di produzione Mediaset di Cologno Monzese. Il 19 dicembre 2024 e il 2 gennaio 2025, durante il periodo natalizio, oltre alla domenica, il programma è stato raddoppiato anche nella prima serata del giovedì, in sostituzione del programma Dritto e rovescio con la conduzione di Paolo Del Debbio.
Estate (2025)
L'edizione estiva della quarta edizione di Zona bianca, sempre con la conduzione di Giuseppe Brindisi, va in onda ogni mercoledì in prima serata su Rete 4 dal 25 giugno 2025, in diretta dallo studio 5 del Centro di produzione Mediaset di Cologno Monzese. Il 15 agosto 2025, in prima serata per una durata di 235 minuti, è andata in onda una puntata speciale dal titolo L'incontro Trump-Putin, dedicata al meeting tra Donald Trump e Vladimir Putin in Alaska e condotta da Giuseppe Brindisi e Costanza Calabrese. Il 17 agosto, in prima serata per una durata di 170 minuti e in sostituzione del programma Freedom - Oltre il confine con la conduzione di Roberto Giacobbo, è andata in onda una puntata speciale dal titolo Zona bianca Speciale - Pippo Baudo, dedicata all'omaggio a Pippo Baudo, scomparso la sera precedente e condotta da Giuseppe Brindisi. Il 18 agosto, in prima serata per una durata di 165 minuti, è andata in onda una puntata speciale dal titolo Guerra o pace, dedicata al meeting tra Donald Trump, Volodymyr Zelens'kyj e i leader europei alla Casa Bianca (Washington) e condotta da Giuseppe Brindisi e Costanza Calabrese.

## Speciali
| Puntata | Anno | Conduzione        | Conduzione         | Titolo                             | Messa in onda   | Argomenti della puntata                                                                         | Orario      | Programmazione | Programmazione | Programmazione | Programmazione                                                | Programmazione | Programmazione | Programmazione | Collocazione | Studio                                                         | Ascolti        | Ascolti | Ascolti |
| Puntata | Anno | Conduzione        | Conduzione         | Titolo                             | Messa in onda   | Argomenti della puntata                                                                         | Orario      | L              | M              | M              | G                                                             | V              | S              | D              | Collocazione | Studio                                                         | Telespettatori | Share   | Fonte   |
| ------- | ---- | ----------------- | ------------------ | ---------------------------------- | --------------- | ----------------------------------------------------------------------------------------------- | ----------- | -------------- | -------------- | -------------- | ------------------------------------------------------------- | -------------- | -------------- | -------------- | ------------ | -------------------------------------------------------------- | -------------- | ------- | ------- |
| 1       | 2024 | Giuseppe Brindisi | Giuseppe Brindisi  | The President                      | 6 novembre 2024 | Elezioni presidenziali negli Stati Uniti d'America                                              | 14:00-18:55 |                |                |                |                                                               |                |                |                | Day-time     | Studio 15 del Centro di produzione Mediaset di Cologno Monzese | 434 000        | 4,36%   | [ 34 ]  |
| 2       | 2025 | Giuseppe Brindisi | Costanza Calabrese | L'incontro Trump-Putin             | 15 agosto 2025  | Meeting tra Donald Trump e Vladimir Putin in Alaska                                             | 21:25-01:20 |                |                | Prima serata   | Studio 5 del Centro di produzione Mediaset di Cologno Monzese | 674 000        | 8,30%          | [ 35 ]         |              |                                                                |                |         |         |
| 3       | 2025 | Giuseppe Brindisi | Giuseppe Brindisi  | Zona bianca Speciale - Pippo Baudo | 17 agosto 2025  | Omaggio a Pippo Baudo                                                                           | 21:25-00:30 |                |                | Prima serata   | Studio 5 del Centro di produzione Mediaset di Cologno Monzese | 432 000        | 4,10%          | [ 36 ]         |              |                                                                |                |         |         |
| 4       | 2025 | Giuseppe Brindisi | Costanza Calabrese | Guerra o pace                      | 18 agosto 2025  | Meeting tra Donald Trump, Volodymyr Zelens'kyj e i leader europei alla Casa Bianca (Washington) | 21:25-00:30 |                |                | Prima serata   | Studio 5 del Centro di produzione Mediaset di Cologno Monzese | 587 000        | 5,40%          | [ 37 ]         |              |                                                                |                |         |         |

## Programmazione
| Edizione | Edizione | Rete televisiva | Anno             | Stagione         | Orario      | Durata  | Programmazione | Programmazione | Programmazione | Programmazione | Programmazione | Programmazione | Programmazione | Collocazione |
| Edizione | Edizione | Rete televisiva | Anno             | Stagione         | Orario      | Durata  | L              | M              | M              | G              | V              | S              | D              | Collocazione |
| -------- | -------- | --------------- | ---------------- | ---------------- | ----------- | ------- | -------------- | -------------- | -------------- | -------------- | -------------- | -------------- | -------------- | ------------ |
|          | 1ª       | Rete 4          | 2021-2022        | primavera-estate | 21:25-00:55 | 190 min |                |                |                |                |                |                |                | Prima serata |
| Estate   | 2022     | Rete 4          | estate           |                  | 21:25-00:55 | 190 min |                |                |                |                |                |                |                | Prima serata |
|          | 2ª       | Rete 4          | 2022-2023        | estate-primavera | 21:25-00:55 | 190 min |                | [ N 12 ]       |                | [ N 13 ]       |                |                |                | Prima serata |
| Estate   | 2023     | Rete 4          | primavera-estate | [ N 14 ]         | 21:25-00:55 | 190 min |                |                |                |                |                |                |                | Prima serata |
|          | 3ª       | Rete 4          | 2023-2024        | autunno-estate   | 21:25-00:55 | 190 min |                |                | [ N 15 ]       |                |                |                |                | Prima serata |
| Estate   | 2024     | Rete 4          | estate           |                  | 21:25-00:55 | 190 min |                |                |                |                |                |                |                | Prima serata |
|          | 4ª       | Rete 4          | 2024-2025        | estate-estate    | 21:25-00:55 | 190 min |                | [ N 16 ]       |                |                |                |                |                | Prima serata |
| Estate   | 2025     | Rete 4          | estate           |                  | 21:25-00:55 | 190 min |                |                |                |                |                |                |                | Prima serata |

## Ospiti ricorrenti
Nel programma ci sono degli ospiti, alcuni dei quali VIP, che tornano più volte all'interno del programma o intervengono in video collegamento, tra i ricorrenti ci sono: Luca Zaia, Alessandro Zan, Massimo Galli, Mario Adinolfi, Francesco Borgonovo, Andrea Romano, Alessia Morani, Annamaria Bernardini de Pace, Antonella Boralevi, Carmelo Abbate, Candida Morvillo, Carlo Alberto Carnevale Maffé, Claudia Fusani, Concita Borrelli, Matteo Bassetti, Francesca Barra, Enrica Bonaccorti, Hoara Borselli, Licia Ronzulli, Alessandro Cecchi Paone, Alessandro Sallusti, Alessandro Meluzzi, Vladimir Luxuria, Daniela Santanchè, Daniele Capezzone, Diego Fusaro, Paolo Brosio, Alba Parietti, Augusto Minzolini, Andrea Delmastro Delle Vedove, Antonio Caprarica, Gaetano Pedullà, Ignazio Corrao, Piergiorgio Odifreddi, Pierpaolo Sileri, Piero Sansonetti, Isabella Tovaglieri, Maurizio Gasparri, Michela Vittoria Brambilla, Michele Gubitosa, Mirella Serri, Paolo Ferrero, Pietro Senaldi, Flavio Briatore, Rita dalla Chiesa, Roberto Poletti, Roberto Da Crema, Sabrina Scampini, Simona Malpezzi, Simone Pillon, Silvia Sardone, Tommaso Cerno, Vittorio Feltri, Vittorio Sgarbi, Umberto Brindani, Fabrizio Pregliasco, Sara Manfuso.